# Seventh Star
Seventh Star è il dodicesimo album in studio del gruppo heavy metal britannico Black Sabbath, uscito il 28 gennaio 1986.

## Il disco
Nel 1985 la formazione dei Black Sabbath si disgregò lasciando soltanto Tony Iommi come unico membro fisso (infatti fu licenziato David Donato che nel 1984 aveva sostituito Ian Gillan e se ne andarono Bill Ward e anche Geezer Butler, l'unico membro fino a quel momento permanente). Il chitarrista cercò di mantenere in vita il gruppo creando una nuova formazione. I nuovi componenti erano Glenn Hughes (ex bassista e cantante dei Deep Purple) come cantante, Dave Spitz come bassista ed Eric Singer come batterista. Fu inoltre riconosciuto come membro ufficiale il tastierista Geoff Nicholls, che prima era accreditato solo come membro esterno.
Con questa nuova formazione, è stato registrato Seventh Star, che inizialmente doveva essere un lavoro solista di Tony Iommi. Tuttavia, per motivi contrattuali con la casa discografica venne riportato, come nome degli esecutori, Black Sabbath featuring Tony Iommi.
L'album accentuò ulteriormente la svolta in senso musicale intrapresa dai Black Sabbath già dall'arrivo di Ronnie James Dio, ovvero con un apporto di tastiere sempre più marcato. Tuttavia, nonostante la prestazione convincente di tutti i membri (in particolare di Glenn Hughes) reclutati da Iommi, l'album non ebbe il successo sperato, tanto che non vinse, per la prima volta, nemmeno un premio di vendita. L'unico punto di forza dell'album è considerato la ballad No Stranger To Love (in cui il basso è suonato da Gordon Copley), di cui fu anche realizzato un videoclip, dove compare anche l'attrice Denise Crosby.
Seventh Star è stato inoltre oggetto di una controversia riguardante i crediti dell'album. Jeff Fenholt (ex Terrified), un cantante che aveva militato per sette mesi nella band, prima dell'arrivo di Hughes, sostenne infatti di aver partecipato alle registrazioni dell'album. In effetti con Fenholt è stata incisa nel 1985 una demo intitolata Star of India, le cui parti saranno in seguito utilizzate per comporre la title track.
All'album seguì un tour durante il quale Hughes ebbe dei gravi problemi con la voce, che si deteriorò a causa di un pugno alla gola ricevuto durante una violenta baruffa con l'ex manager del gruppo Don Arden. Dapprima si tentò di rimediare facendo cantare Hughes in playback (la voce originale era del tastierista Nicholls), ma dopo cinque date si decise di licenziare il cantante per sostituirlo con Ray Gillen.

## Tracce
Tutti i brani sono stati composti da Tony Iommi. Geoff Nicholls, Glenn Hughes e Jeff Glixman hanno invece scritto alcune parti addizionali dei testi.
1. In for the Kill – 3:42
2. No Stranger to Love – 4:26
3. Turn to Stone – 3:28
4. Sphinx (The Guardian) – 1:11
5. Seventh Star – 5:18
6. Danger Zone – 4:24
7. Heart Like a Wheel – 6:33
8. Angry Heart – 3:06
9. In Memory... – 2:33

## Formazione
- Glenn Hughes -  voce
- Tony Iommi - chitarra
- Geoff Nicholls - tastiere
- Dave Spitz - basso elettrico
- Eric Singer - batteria

### Ospiti
- Gordon Copley - basso in No Stranger to Love